# Obshchenatsionálnoye Televídeniye
Obshchenatsionálnoye Televídeniye (ONT, en ruso: Общенациональное телевидение, en español: Televisión Nacional) es el segundo canal de televisión con cobertura nacional de Bielorrusia. Fue puesto en marcha oficialmente el 15 de febrero de 2002 mediante decreto presidencial. 